# Miss United Kingdom
Miss United Kingdom är en titel som tilldelas den högst rankade britten i skönhetstävlingen Miss World.
Fram till 1999 hölls en gemensam tävling för titeln. Sedan dess har separata representanter för England, Skottland, Wales och Nordirland deltagit i Miss World. Den som lyckas bäst får titeln Miss United Kingdom, och tävlar i Miss International följande år som representant för hela Storbritannien.
Mellan åren 1951 och 1957 hette tävlingen Miss Great Britain.

## Vinnare
| År   | Miss United Kingdom     | Från               |
| ---- | ----------------------- | ------------------ |
| 1958 | Eileen Sheridan         | Walton-on-Thames   |
| 1959 | Anne Thelwell           | Heswall            |
| 1960 | Hilda Fairclough        | Lancaster          |
| 1961 | Rosemarie Frankland     | Rhosllannerchrugog |
| 1962 | Jackie White            | Alvaston           |
| 1963 | Diane Westbury          | Ilkeston           |
| 1964 | Ann Sidney              | Parkstone          |
| 1965 | Lesley Langley          | London             |
| 1966 | Jennifer Lowe Summers   | Warrington         |
| 1967 | Jennifer Lynn Lewis     | Leicester          |
| 1968 | Kathleen Winstanley     | Wigan              |
| 1969 | Sheena Drummond         | Tullibody          |
| 1970 | Yvonne Ormes            | Nantwich           |
| 1971 | Marilyn Ward            | New Milton         |
| 1972 | Jennifer McAdam         | London             |
| 1973 | Veronica Ann Cross      | London             |
| 1974 | Helen Morgan            | Barry              |
| 1975 | Vicki Harris            | London             |
| 1976 | Carol Jean Grant        | Glasgow            |
| 1977 | Madeleine Stringer      | North Shields      |
| 1978 | Elizabeth Ann Jones     | Welshpool          |
| 1979 | Carolyn Ann Seaward     | Yelverton          |
| 1980 | Kim Ashfield            | Buckley            |
| 1981 | Michele Donnelly        | Cardiff            |
| 1982 | Della Frances Dolan     | Grimsby            |
| 1983 | Sarah-Jane Hutt         | Poole              |
| 1984 | Vivienne Rooke          | Weston-super-Mare  |
| 1985 | Mandy Adele Shires      | Bradford           |
| 1986 | Alison Slack            | Sheffield          |
| 1987 | Karen Mellor            | Derby              |
| 1988 | Kirsty Roper            | Greater Manchester |
| 1989 | Suzanne Younger         | Cardiff            |
| 1990 | Helen Upton             | Blackpool          |
| 1991 | Johanne Elizabeth Lewis | Mansfield          |
| 1992 | Claire Elizabeth Smith  | Chester            |
| 1993 | Amanda Louise Johnson   | Nottingham         |
| 1994 | Melanie Abdoun          | London             |
| 1995 | Shauna Marie Gunn       | County Fermanagh   |
| 1996 | Rachael Liza Warner     | Wales              |
| 1997 | Vicki-Lee Walberg       | Blackpool          |
| 1998 | Emmalene McLoughlin     | Manchester         |
| 1999 | Nicola Willoughby       | England            |
| 2000 | Michelle Watson         | Skottland          |
| 2001 | Juliet-Jane Horne       | Skottland          |
| 2002 | Gayle Williamson        | Nordirland         |
| 2003 | Nicola Jolly            | Skottland          |
| 2004 | Amy Guy                 | Wales              |
| 2005 | Lucy Evangelista        | Nordirland         |
| 2006 | Nicola McLean           | Skottland          |
| 2007 | Nieve Jennings          | Skottland          |
| 2008 | Chloe-Beth Morgan       | Wales              |
| 2009 | Katharine Brown         | Skottland          |
| 2010 | Nicola Mimnagh          | Skottland          |
| 2011 | Alize Lily Mounter      | England            |
| 2012 | Sophie Moulds           | Wales              |
| 2013 | Kirsty Heslewood        | England            |
| 2014 | Carina Tyrrell          | England            |
| 2015 | Mhairi Fergusson        | Skottland          |